# Odile Chalvin
Odile Chalvin, francoska alpska smučarka, * 2. oktober 1953, Le Bourg-d’Oisans, Francija.
Ni nastopila na olimpijskih igrah ali svetovnih prvenstvih. V svetovnem pokalu je tekmovala pet sezon med letoma 1971 in 1975 ter dosegla eno uvrstitev na stopničke v slalomu. V skupnem seštevku svetovnega pokala je bila najvišje na 26. mestu leta 1973.